# Gara București Sud Grupa C
Gara București Sud Grupa C (numită și Gara Cățelu) este situată pe magistrala 801, între Gara Titan Sud și Oltenița. Gara este deservită zilnic de multe trenuri ale companiei feroviare Transferoviar Călători și este situată la 2 km est de Uzina Republica. Aceasta este disponibilă atât pentru trenuri de călători ale companiei Transferoviar Călători cât și pentru trenuri de marfă care își fac drumul spre Oltenița. 
Gara ar urma sa faca parte din viitorul Tren Metropolitan al Municipiului Bucuresti.
1. ↑  Tren Metropolitan,